# Montes de la Eternidad
Los montes de la Eternidad o cadena de la Eternidad (en inglés: Eternity Range) son una serie de montañas en la Antártida que forman una cordillera de 45 kilómetros de largo, elevándose a 3239 metros, orientada aproximadamente de norte a sur en el centro de la península Antártica, en la región de la Tierra de Palmer.

## Geografía
Los montes de la Eternidad se dividen en tres secciones montañosas, las cumbres principales en cada una, de norte a sur, son los montes Faith (Fe), Hope (Esperanza) y Charity (Caridad). Los nombres de la cordillera y de los tres picos fueron dados por Lincoln Ellsworth, quien descubrió la cordillera desde el aire durante sus vuelos del 21 al 23 de noviembre de 1935.

## Expediciones
En noviembre de 1936, la cordillera fue inspeccionada por John Rymill, durante la Expedición Británica a la Tierra de Graham, quien dio el nombre de «monte Wakefield» a la montaña central de la cordillera. Esta complicación de Rymill, y la incertidumbre sobre la ubicación o extensión precisa del descubrimiento de Ellsworth, dificultaron por un tiempo la resolución de su nomenclatura (por ejemplo, después de la expedición del Programa Antártico de los Estados Unidos en 1939–1941, el nombre de cordillera de la Eternidad o montes de la Eternidad era incorrecto aplicado a las actuales montañas Welch cien kilómetros más al sur). Un estudio cuidadoso de los informes originales, mapas y fotografías, y la comparación con materiales de expediciones posteriores como la Expedición de Investigación Antártica Ronne de 1947 y la de la Falkland Islands Dependencies Survey de 1960, han llevado a la conclusión de que la cordillera descrita comprende al menos el núcleo de los montes de la Eternidad de Ellsworth y conmemora adecuadamente su descubrimiento. El nombre «Wakefield», dado por Rymill, ha sido transferido al cercano altiplano Wakefield.